# Пожарский, Сергей Михайлович
Сергей Михайлович Пожарский (1900, Чалбасы Таврической губернии — 1970, Москва) — известный советский художник-график, книжный иллюстратор. Автор многочисленных работ в книжной графике, разработчик собственных художественных шрифтов.
Ученик художника А. Е. Романова (ум. 1919, Киев). Длительное время был главным художником журнала «Ленинград».

## Биография
Родился в 1900 году в селе Чалбасы Таврической губернии.
С детства мечтая стать художником книги, С. М. Пожарский в юности учился в разных частных студиях (посещал детскую рисовальную школу А. Е. Романова, окончившего в 1913 году Московское училище живописи, ваяния и зодчества; и другие). Ему даже удалось недолго позаниматься в Украинской академии искусств в Киеве, где он успел воспользоваться уроками выдающегося украинского графика Г. И. Нарбута (1886—1920). Учёба и творческая деятельность в этот период были затруднены революционными событиями и Гражданской войной в России.
Начав профессиональную работу в 1921 году, Пожарский в 1923 переехал в Петроград, где вскоре обрёл репутацию одного из самых интересных и плодовитых мастеров книжной обложки.
Первые работы Пожарского были выдержаны в русле петроградской школы, продолжавшей традиции «Мира искусства». В дальнейшем мастер расширил круг изобразительных средств, освоив гравюру на дереве.
После начала Великой Отечественной войны и Ленинградской блокады, в 1942, Пожарский переехал из Ленинграда в Москву, где снова быстро завоевал своим творчеством известность и авторитет.
Его работы конца 1940-х и 1950-х годов особо примечательны сочинённым им рукописным «романтическим» шрифтом. Этот эффектный, стремительный, украшенный росчерками и завитками шрифт очень удачно вязался с книгами на историческую тему, которые тогда чаще всего оформлял художник:
- «Лунный камень» У. Коллинза, 1947;
- Избранное Р.-Л. Стивенсона, 1956;
- Собрание сочинений Майна Рида, 1956.

В 1960-х годах Пожарский наряду с молодыми художниками принял самое активное участие в обновлении книжного искусства. Он выработал новый, очень специфический рукописный шрифт, успешно применявшийся им в книгах разного содержания. Мастер также очень оригинально формировал сам комплекс книжного ансамбля, своеобразно соединяя шрифт, изображение и орнамент:
- «Ледовая книга» Юхана Смуула, 1969;
- «Драматические произведения Козьмы Пруткова», 1969;
- «Чудесные приключения Жоана Смельчака» Ж.-Г. Феррейры, 1970, издано в 1971.

## Награды
Награждён золотой медалью Академии Художеств и дипломами Всесоюзных выставок искусства книги.

## Некоторые из оформленных книг
- Коган М. С. История шахматной игры в России / Предисл. И. Л. Рабиновича; Обложка художника С. М. Пожарского.. — Л.: Рабочее издательство «Прибой», 1927. — 260 с. — 4000 экз.
- Сейль. Забастовка машин. 1928 г. (Библиотека всемирной литературы) Обложка художника С. М. Пожарского Ленинградский Областлит 5000 экз.
- Ашукин Н. Москва в жизни и творчестве А. С. Пушкина / Обложка и титул художника С. Пожарского.. — М.: Московский рабочий, 1949. — 224, [2] с. — 30 000 экз.
- Иванова Т. Москва в жизни и творчестве М. Ю. Лермонтова: 1827—1832 / Под общ. ред. проф. Н. Л. Бродского; Художник С. Пожарский.. — М.: Московский рабочий, 1950. — 192, [22] с. — 30 000 экз.А.